# Aleksandrs Laime
Aleksandrs Laime, conosciuto anche come Alejandro Laime o Alexander Laime (Riga, 9 luglio 1911 – Parco nazionale di Canaima, 21 marzo 1994), è stato un esploratore lettone.
È famoso per essere stato il primo umano ad aver raggiunto la cascata Salto Angel, situate in Venezuela, a piedi. Ha anche, insieme a Charles Baughan, fissato il primo campeggio turistico di Canaima, creato con lo scopo di portare i turisti al Salto Angel.
| Controllo di autorità | VIAF (EN) 76141021 · ISNI (EN) 0000 0000 4760 8954 · LCCN (EN) no2008154557 · GND (DE) 1259382222 |